# Look Sharp! (album av Joe Jackson)
Look Sharp! är ett musikalbum av Joe Jackson. Albumet var hans debutalbum och gavs ut på skivbolaget A&M Records i mars 1979. Låten "Is She Really Going Out with Him?" kom att bli Jacksons första singelhit. Den gavs ut som singel innan albumet men blev först ingen framgång. Då den återutgavs efter att albumet kommit ut blev den dock en framgång och nådde trettondeplatsen på brittiska singellistan.
Albumets framgång gjorde att Jackson spelade in och gav ut sitt andra studioalbum I'm the Man redan samma år.

## Låtlista
(alla låtar skrivna av Joe Jackson)
1. "One More Time" - 3:15
2. "Sunday Papers" - 4:22
3. "Is She Really Going Out with Him?" - 3:33
4. "Happy Loving Couples" - 3:08
5. "Throw It Away" - 2:49
6. "Baby Stick Around" - 2:36
7. "Look Sharp!" - 3:23
8. "Fools in Love" - 4:23
9. "(Do the) Instant Mash" - 3:12
10. "Pretty Girls" - 2:55
11. "Got the Time" - 2:52

## Listplaceringar
- Billboard 200, USA: #20[2]
- UK Albums Chart, Storbritannien: #40[1]
- Nederländerna: #36[3]